# Lucky Dharmasena
Lucky Dharmasena (* um 1945, verheiratete Lucky Alagoda) ist eine sri-lankische Badmintonspielerin. 

## Karriere
Lucky Dharmasena gewann 1964 ihre ersten beiden nationalen Titel in Sri Lanka, gefolgt von 19 weiteren Titeln bis 1984. Sie war insgesamt siebenmal im Mixed, sechsmal im Einzel und achtmal im Doppel erfolgreich.

## Sportliche Erfolge
| Saison | Veranstaltung               | Disziplin   | Platz | Name                                   |
| ------ | --------------------------- | ----------- | ----- | -------------------------------------- |
| 1964   | Sri-lankische Meisterschaft | Mixed       | 1     | Ranjit de Silva / Lucky Dharmasena     |
| 1964   | Sri-lankische Meisterschaft | Dameneinzel | 1     | Lucky Dharmasena                       |
| 1965   | Sri-lankische Meisterschaft | Dameneinzel | 1     | Lucky Dharmasena                       |
| 1965   | Sri-lankische Meisterschaft | Mixed       | 1     | Sam Chandrasena / Lucky Dharmasena     |
| 1965   | Sri-lankische Meisterschaft | Damendoppel | 1     | Lucky Dharmasena / N. Kannangara       |
| 1966   | Sri-lankische Meisterschaft | Dameneinzel | 1     | Lucky Dharmasena                       |
| 1966   | Sri-lankische Meisterschaft | Damendoppel | 1     | Lucky Dharmasena / N. Kannangara       |
| 1967   | Sri-lankische Meisterschaft | Mixed       | 1     | Tony Dickson / Lucky Dharmasena        |
| 1967   | Sri-lankische Meisterschaft | Dameneinzel | 1     | Lucky Dharmasena                       |
| 1967   | Sri-lankische Meisterschaft | Damendoppel | 1     | Lucky Dharmasena / H. Moligoda         |
| 1968   | Sri-lankische Meisterschaft | Damendoppel | 1     | Lucky Dharmasena / R. Piyasena         |
| 1968   | Sri-lankische Meisterschaft | Mixed       | 1     | Tony Dickson / Lucky Dharmasena        |
| 1968   | Sri-lankische Meisterschaft | Dameneinzel | 1     | Lucky Dharmasena                       |
| 1970   | Sri-lankische Meisterschaft | Dameneinzel | 1     | Lucky Alagoda                          |
| 1970   | Sri-lankische Meisterschaft | Damendoppel | 1     | Lucky Alagoda / H. Molligoda           |
| 1970   | Sri-lankische Meisterschaft | Mixed       | 1     | Tony Dickson / Lucky Alagoda           |
| 1972   | Sri-lankische Meisterschaft | Damendoppel | 1     | Lucky Alagoda / H. Molligoda           |
| 1982   | Sri-lankische Meisterschaft | Damendoppel | 1     | Lucky Alagoda / Samanthi Hettiarachchi |
| 1982   | Sri-lankische Meisterschaft | Mixed       | 1     | Niroshan Wijekoon / Lucky Alagoda      |
| 1984   | Sri-lankische Meisterschaft | Mixed       | 1     | Niroshan Wijekoon / Lucky Alagoda      |
| 1984   | Sri-lankische Meisterschaft | Damendoppel | 1     | Lucky Alagoda / Imali Fernando         |